# Programme national de l'alimentation et de la nutrition
Le Programme national de l’alimentation et de la nutrition (PNAN) fixe le cap de la politique de l’alimentation et de la nutrition du gouvernement français pour les cinq années à venir. Il est le chef d'orchestre des différentes politiques publiques relatives à la préservation de la santé, à l’environnement et à la transition agroécologique. Le PNAN s'appuie sur deux axes principaux, l'alimentation côté producteurs et la nutrition côté consommateurs. Pour cela, le Programme national pour l'alimentation (PNA) et le Programme national nutrition santé (PNNS) sont les deux principaux outils de la politique nationale de l’alimentation et de la nutrition portée par le gouvernement français pour favoriser une alimentation bénéfique à l'organisme et à l'environnement et une activité physique favorisant l'écomobilité,. 